# Scrophularia taihangshanensis
Scrophularia taihangshanensis är en flenörtsväxtart som beskrevs av C.S. Zhu och H.W. Yang. Scrophularia taihangshanensis ingår i släktet flenörter, och familjen flenörtsväxter. Inga underarter finns listade i Catalogue of Life.